# Alexandra Shipp
Alexandra Shipp (Phoenix, 16 de julho de 1991) é uma atriz e cantora norte-americana. Shipp é mais conhecida por seu papel como KT Rush na série House of Anubis. Ela também atuou em Alvin e os Esquilos 2, Switched at Birth e Brilhante Victoria. Shipp interpretou a cantora Aaliyah no filme biográfico. Em janeiro de 2015, ela se juntou ao elenco do filme de super-heróis de Bryan Singer X-Men: Apocalypse como Ororo Munroe/Tempestade, uma mutante que controla o clima anteriormente interpretada por Halle Berry.

## Vida pessoal
Shipp foi criada em Phoenix, Arizona. Sua mãe é professora de Kundalini Yoga e seu pai é músico. O pai dela é afrodescendente e a mãe é caucasiana. Ela tem dois irmãos, James e Jordan, e uma meia-irmã, Kasia. Shipp foi educada na Escola Primária Squaw Peak, na Escola de Artes do Arizona e na Escola Secundária Católica de St. Mary, em Phoenix. Ela se mudou para Los Angeles aos 17 anos para seguir uma carreira de atriz.

## Filmografia

### Cinema
| Ano  | Título                                  | Papel                     | Notas            |
| ---- | --------------------------------------- | ------------------------- | ---------------- |
| 2009 | Alvin and the Chipmunks: The Squeakquel | Valentina                 |                  |
| 2014 | Drumline: A New Beat                    | Danielle Bolton           |                  |
| 2015 | Straight Outta Compton                  | Kimberly Woodruff         |                  |
| 2016 | X-Men: Apocalypse                       | Ororo Munroe / Tempestade |                  |
| 2017 | Tragedy Girls                           | McKayla Hooper            |                  |
| 2018 | Love, Simon                             | Abby Suso                 |                  |
| 2018 | Dude                                    | Amelia                    |                  |
| 2018 | Spinning Man                            | Anna                      |                  |
| 2019 | A Dog's Way Home                        | Olivia                    |                  |
| 2019 | Dark Phoenix                            | Ororo Munroe / Tempestade |                  |
| 2019 | Shaft                                   | Sasha Arias               |                  |
| 2019 | Jexi                                    | Catherine "Cate" Finnegan |                  |
| 2020 | All the Bright Places                   | Kate                      |                  |
| 2020 | Endless                                 | Riley Jean Stanheight     |                  |
| 2020 | Father of the Bride, Part 3(ish)        | Rachel Banks              | Curta-metragem   |
| 2021 | Silk Road                               | Julia                     |                  |
| 2021 | Asking For It                           | Regina                    |                  |
| 2021 | Tick, Tick... Boom!                     | Susan                     | Original Netflix |
| 2022 | Kung Fury 2                             | Rey Porter                |                  |
| 2023 | Barbie                                  | Barbie                    |                  |

### Televisão
| Ano  | Título                       | Papel            | Notas                             |
| ---- | ---------------------------- | ---------------- | --------------------------------- |
| 2011 | Switched at Birth            | Ashley           | Episódio: "Dance Amongst Daggers" |
| 2012 | Victorious                   | Aleese           | Episódio: "The Gorilla Club"      |
| 2013 | House of Anubis              | KT Rush          | 41 episódios                      |
| 2013 | Occult                       | Alana Hutchins   | A&E piloto não vendido            |
| 2013 | Awkward                      | Abby Martin      | Episódio: "Less Than Hero"        |
| 2014 | Ray Donovan                  | Tiffany          | Episódio: "Yo Soy Capitan"        |
| 2014 | Days of Our Lives            | Mary Beth        | 3 episódios                       |
| 2014 | Drumline: A New Beat         | Dani Raymond     | Telefilme                         |
| 2014 | Aaliyah: The Princess of R&B | Aaliyah Haughton | Telefilme                         |
| 2015 | Your Family or Mine          | Lucy             | Episódio piloto                   |